# OMON "Akhmat-Groznyj"
L'Unità Speciale Mobile di Polizia (OMON) "Akhmat-Groznyj" (in russo Отряд Мобильный Особого Назначения «Ахмат-Грозный»?, Otrjad Mobilnii Osobogo Naznačenija «Akhmat-Groznyj») è un'unità speciale inquadrata all'interno delle truppe della Guardia Nazionale della Russia (Rosgvardija), de facto subordinata al capo della Repubblica Cecena Ramzan Kadyrov, di stanza a Groznyj. 
L'unità opera insieme all'unità OMON trasporti "Akhmat-Krepost".

## Storia
L'unità speciale, istituita nel 2000, è stata creata con l'obiettivo di affrontare i gruppi separatisti ceceni della Repubblica di Ichkeria, così come le formazioni terroristiche attive nel Caucaso settentrionale. Musa Gazimagomadov, comandante pro-Mosca dell'unità OMON alla fine della prima guerra cecena, ricostituì l'unità dalla sua squadra di volontari.
Secondo Kommersant, con la morte "sospetta" di Gazimagomadov e la nomina di Ruslan Alchanov come comandante, l'OMON è caduto nella sfera di influenza di Ramzan Kadyrov.
Nel 2016, l'OMON ceceno è stato trasferito dalle truppe interne del Ministero degli Affari Interni russo alle truppe della Rosgvardija. 
Dal novembre 2021 l'unità speciale prende il nome dal primo presidente della Repubblica Cecena, Akhmat Kadyrov.

### Guerra russo-ucraina
Le forze cecene si trovavano nell'oblast' di Kiev nelle prime settimane di ostilità. Il comandante Bisaev si trovava a Buča durante l'occupazione della città e in quell'occasione, secondo il servizio di sicurezza ucraino, avrebbe sequestrato gli abitanti della cittadina e li avrebbe torturati per ottenere informazioni sugli spostamenti delle truppe ucraine. La condotta criminale dell'unità durante l'occupazione di Buča è stata documentata nel rapporto ufficiale dell'Alto commissariato delle Nazioni Unite per i diritti umani.
Nel maggio 2022 l'unità speciale, insieme al 141º Reggimento "A. A. Kadyrov", era presente a Popasna, distretto di Sjevjerodonec'k, nell'oblast' di Luhans'k. Nel dicembre dello stesso anno, le truppe antisommossa insieme alle forze speciali "Kaskad" del Doneck erano presenti nell'oblast' di Zaporižžja nella città di Kam'janka-Dniprovs'ka. Nel video dell'operazione, le truppe appaiono nel sequestrare un deposito d'armi. Nel novembre successivo un ufficiale dell'unità, maggiore di polizia Imran Il'jasov, è stato ucciso in combattimento.
Nel dicembre 2024, in una serie di attacchi di droni condotti dall'Ucraina, la caserma dell'unità OMON nella capitale cecena di Groznyj è stata colpita.

## Comandanti
Cronotassi comandanti dell'unità:
- Tenente colonnello Musa Gazimagomadov (2000 - 2003)[17] †
- Buvadi Dakhiev (2003) ad interim
- Ruslan Alchanov (2003 - 2004)[5]
- Artur Akhmadov (2004 - 2007)[18][19][20]
- Colonnello Alikhan Cakaev (2007 - 2019)[21]
- Colonnello Anzor Bisaev (2019 - in carica)[22][23]